# 534 aC

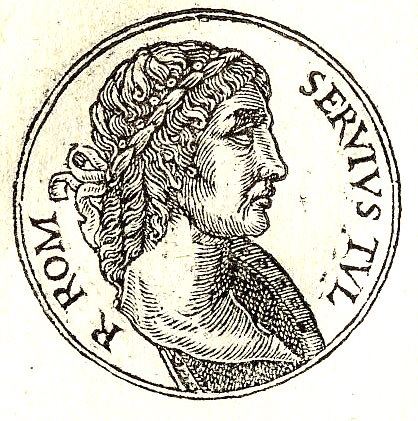
Servi Tul·li, sisè rei llegendari de l'Antiga Roma i segon rei de la dinastia etrusca.

L'any 534 aC es un any del calendari gregorià. En l'Imperi Romà havia estat conegut com l'any 220 Ab urbe condita. La denominació de 534 aC per aquest any ha estat utilitzada des de principis de l'edat mitjana, quan es va establir l'era del calendari de l'Anno Domini per denominar els anys.

## Esdeveniments
- Luci Tarquini el Superb esdevé el setè i darrer rei de la dinastia etrusca de Roma desp´res de conspirar per assassinar el rei previ Servi Tul·li amb la fila d'aquest (i la seva amant), Túl·lia Minor.[1][2]
- A Atenes s'hi celebren competicions de tragèdia als festivals dionisíacs.
- Els etruscs funden la ciutat de Felsina, que posteriorment esdevindrà la ciutat de Bolonya.

## Necrològiques
- Servi Tul·li, sisè rei de Roma mor assassinat pel seu successor, Luci Tarquini el Superb.[1]